# Jula
Jula (rusky Юла) je řeka v Archangelské oblasti v Rusku. Je 314 km dlouhá. Povodí má rozlohu 5290 km².

## Průběh toku
Ústí zleva do řeky Piněgy v povodí Severní Dviny.

## Vodní stav
Převládajícím zdrojem vody jsou sněhové srážky. Nejvyšších vodních stavů dosahuje od května do června. Průměrný roční průtok vody ve vzdálenosti 20 km od ústí činí 46,7 m³/s. Zamrzá v listopadu a rozmrzá na konci dubna až v květnu.